# Super Princess Peach
Super Princess Peach (スーパープリンセスピーチ, Sūpā Purinsesu Pīchi) é uma jogo eletrônico co-desenvolvido pela Nintendo e Tose, e publicada pela Nintendo para o console Nintendo DS. Ele foi lançado no Japão em outubro de 2005, nos Estados Unidos em fevereiro de 2006, na Austrália em março de 2006, e na Europa em março de 2006.
Esse é o primeiro jogo onde a Princesa Peach é a protagonista. No jogo, o vilão Bowser resolve capturar Mario, Luigi e os Toads, em vez da Peach, e mantê-los presos na "Ilha das Vibrações". No jogo, Peach deve passar por oito mundos antes de resgatar seus amigos das mãos de Bowser.
Super Princess Peach foi elogiado pela reversão de papéis na trama, mas criticado pela natureza apresentada pela Peach no jogo, a campanha de marketing e a jogabilidade simples. O jogo alcançou o sucesso e vendeu mais de um milhão de cópias em todo o mundo.

## Trama
De acordo com o manual de instruções, e na introdução do próprio jogo, Vibe Island (um território próximo ao Reino dos Cogumelos) possui boatos espalhados sobre a existência de poderes mágicos ocultos. Nisso, Bowser constrói sua casa de verão em Vibe Island na esperança e aproveitar os rumores da existência de tais poderes. Seu esforço é recompensado quando um de seus subordinados encontram o Vibe Scepter (em tradução livre: Cetro Vibrante) um cetro mágico que possui poderes de alterar as emoções do personagem afetado pelo poder do cetro, fazendo a vítima ficar calma, triste, alegre ou bravo. Bowser envia um Goomba e um exército de Hammer Bros. ao castelo da Princesa Peach para capturar Mario, usando o poder do cetro para distrair todos os servos no castelo e assim facilitar a captura. Logo após a captura, a Princesa Peach, Toadsworth e outro Toad voltam ao castelos depois de uma caminhada e descobrem o ocorrido. Peach então resolve resgatar Mario, Luigi e Toad, mas Toadsworth tenta em vão convencê-la do contrário e dá a Peach uma sombrinha mágica falante chamada Perry.
No jogo, vários flashbacks sequenciais relatam a história passada de Perry. Ele se lembra de suas origens como um garoto que possuía poderes misteriosos e foi adotado por um homem idoso, chamado de "vovô" por Perry. A transformação em um guarda-chuva ocorreu quando ocorreu Perry foi sequestrado pelos comparsas de bruxo, porém conseguiu escapar secretamente e caiu no meio de uma estrada. Depois de algum tempo, um caixeiro viajante encontrou Perry no meio da estrada e vendeu-o posteriormente a Toadsworth.
No jogo, Peach e Perry percorrem oito mundos, resgatando 3 Toads em cada fase. Depois de todo o percurso percorrido, Peach e Perry resgatam Luigi das mãos do feiticeiro comparsa de Bowser, Kamek, e mais adiante enfrentam o próprio Bowser que com o uso dos poderes mágicos do cetro torna-se gigante, porém é derrotado e Mario é salvo.

## Jogabilidade
Super Princess Peach é um jogo de plataforma similar aos tradicionais jogos do gênero.

### Mundos
Existem oito mundos: Ladida Plains, Hoo's Wood, Shriek Mansion, Fury Volcano, Wavy Beach, Gleam Glacier, Giddy Sky e Bowser's Villa. Em cada mundo existem seis fases e uma batalha com seu chefe, sendo esse último exige que o jogador vença um minijogo para realmente enfrentar o chefe. Por exemplo, em Shriek Mansion, Peach desce flutuando lentamente com o guarda-chuva enquanto o jogador usa sua caneta para assustar os Boos. Se os Boos tocarem em Peach, o jogador deve recomeçar o minijogo até o seu término para enfrentar o chefe da fase. Depois de concluído o minijogo, não a necessidade de repeti-lo, mesmo que precise lutar de novo contra o chefe.

### Localização dos Toads
Dentro de cada fase do jogo, existem uma série de caixas que dão dicas do jogo quando Peach bate com o guarda-chuva. Também em cada fase existem três Toads presos em caixas rosadas com pontos de exclamação para serem resgatados, sem contar um Toad a ser resgatado de cada chefe, onde ficam presos numa bolha (exceto no sétimo mundo, onde o refém é Luigi e no resgate de Mario onde ele fica preso numa gaiola. Para a última batalha contra o Bowser, o jogador deve ter resgatado todos os Toads de cada mundo, ficando em torno de 16 deles cada mundo.
Depois do término do jogo, o jogador poderá percorrer as fases novamente para pegar itens desbloqueados depois de derrotar os chefes de cada fase. O jogador ao derrotar um chefe de um mundo libera três novas fases para o mundo seguinte. Há um total de 24 fases extras para desbloquear.
O jogo apresenta vários inimigos dos clássicos dos outros jogos do Mario, como Goombas, Koopa Troopas e os Hammer Bros. Em uma fase ou outra, alguns desses inimigos que Peach enfrenta são afetados pelo poderes mágicos do cetro, onde pode-se encontrar alguns Goombas tristes de cor azul, Goombas roxos de raiva e Koopa Troopas com a face vermelha.

### Barras de energia
No lado superior esquerdo da tela há duas barras: uma formada de corações enfileirada que representa o estado de vida da Peach (podendo no máximo ter disponível cinco corações), e outra é o medidor de emoção de cor amarelada e forma de espiral.

#### Corações de vida
Sempre que Peach cai num buraco ou é atingido por um inimigo ela perde meio coração, e quando todos os corações são perdidos numa fase, Peach tem que recomeçar a devida fase. Porém Peach não perde vidas, pois ela possui vidas infinitas e podendo assim o jogador e tentar terminar a fase o tanto quanto ele desejar.

#### Medidor de emoção
Esse medidor corresponde aos quatro poderes que Peach possui no jogo e indica a quantidade de poder disponível para uso. Cada poder que Peach possui corresponde a uma emoção e podem ser controlados a vontade.
Alegria, raiva, tristeza e tranquilidade são as emoções utilizadas por Peach durante o jogo e ficam localizadas na tela táctil do Nintendo DS. Quando o jogador toca em um dos poderes (representados na tela por corações com faces que representam a emoção) ativa uma habilidade diferente para Peach e que normalmente ajuda a resolver quebra-cabeças e a derrotar inimigos.
- Alegre: ao usar esse poder, Peach torna muito feliz e é envolvida por notas musicais. O poder permite a ela voar, dissolver nevoeiros e nuvens no meio do caminho e arremessar os inimigos para longe. Pode usá-lo também para romper os sacos voadores presentes em diversas fases para conseguir moedas (em alguns casos corações e cristais que permitem recarregar o poder) e para derrotar Kamek. No entanto, em algumas fases, algumas dificuldades dificultam ou inibem o uso desse poder por Peach, fazendo com que ela use outros métodos para conseguir passar tais fases. A música do jogo, ao ser acionado o poder fica mais acelerada e alegre. O poder é representado por um coração amarelo.

- Triste: Peach chora quando o jogador usa esse poder, fazendo-a correr mais rápido, pular mais alto e inibir projéteis lançados pelos inimigos. As lágrimas que Peach deixa cair no chão possibilita a formação de alguns obstáculos auxiliares como o crescimento de brotos em plantas, permitindo a Peach subir e chegar a lugares mais altos. Como das lágrimas saem pequenas faíscas de poder, elas também pode ser usadas para derrotar as Nipper Plants e os Cheep-Cheeps, extinguir chamas, quebrar vários blocos de uma só vez, empurrar bolas pesadas e de inimigos infligidos. A música do jogo fica mais triste e devagar. É representado por um coração azul.

- Raiva: Peach fica furiosa e pega fogo em todo o seu corpo, formando uma grande chama, fazendo com que Peach torna-se invencível. No entanto, o jogador não conseguirá executar o poder rapidamente e nem conseguirá saltar a grandes distâncias. Esse poder pode ser usada para espantar os Boos, Lakitus e morcegos, pressionar interruptores, queimar pontes de madeira, empurrar monstros de pedra, derreter bonecos de neve, acender faróis em locais escuros e romper sacos de voo. Diminui o ritmo da música com notas baixas e ganha um tom irritado e é representado por um coração rosa.

- Calma: Peach fica calma, encantada e fica dentro de uma bolha esverdeada. A bolha faz com que a saúde de Peach seja restaurado, a não ser se ela for estourada por algo perigoso, porém a Peach pode atacar enquanto estiver dentro da bolha normalmente. A música do jogo fica com notas mais altas e um tom alegre e seu coração é de cor verde.

O uso de algum desses poderes drena a quantidade disponível de poder, mostrada pelo medido de emoção. O medidor pode ser recarregado através da captura de pequenos cristais azul-turquesa ou absorvendo inimigos

### Guarda-chuva ou sombrinha
Com o guarda-chuva Perry, Peach usufrua de várias habilidades. No jogo, por exemplo, Peach não derrota os inimigos somente pisando em cima deles, mas batendo neles com a Perry. Outra habilidade é carregar bolas encontradas numa fase ou os próprios inimigos e arremessá-los em outros inimigos, derrotando-os. Conforme quando o jogo avança, a sombrinha Perry permite novas habilidades.
Subrella: Forma aquática de Perry, permite que Peach viaje sob a água. Os golpes pelo microfone (através de vozes no microfone do console) permite a formação de bolhas no jogo para derrotar os inimigos.
Slidebrella: Forma da Perry virada de cabeça pra baixo e Peach usa o gancho do guarda-sol para deslizar em fios e cordas.
Bowlbrella: Faz com que a Peach fique dentro do guarda-sol e permite a ela navegar sobre a água.
Além disso, durante a escolha de fases do jogo, existe uma loja onde os jogadores podem comprar itens, incrementando habilidades ou expandindo o medidor de vida (para no máximo cinco corações) e reabastecendo o medidor de emoções. Na loja fica disponível para a compra três novas habilidades:
- Floatbrella:: permite a Peach poder planar sobre o ar com a Perry durante alguns segundos, permitindo assim a pular grandes distância ou ultrapassar obstáculos;
- Chargebrella: com essa habilidade, Peach poderá usar a Perry para atordoar os inimigos através de um ataque especial, podendo também aumentar a quantidade de vida disponível em Peach e ganhar moedas ao atacar os inimigos;
- Poundbrella: abala a chão e todos os inimigos que próximos são atordoados;

## Bônus
O jogo possui também, além do próprio jogo e os itens desbloqueáveis, um glossário, quebra-cabeças, alguns minijogos, um tocador de música, e os replays dos sonhos de Perry. Existem três minijogos disponível no jogo, e as fases desses minijogos são desbloqueáveis à medida que encontra mais partes desses minijogos nas fases do jogo. Em todos esses minijogos, o jogador tem como personagem a controlar o Toad num jogo do gênero de Plataforma.

## Recepção
Atualmente, Super Princess Peach tem uma classificação média de 76% no Game Rankings e de 75% no Metacritic. O jogo foi elogiado por ser o primeiro jogo da Nintendo em 2D depois de vários anos. Outro ponto destacado pela crítica é a inversão de papéis ocorrido no jogo, onde por costume é a donzela que encontra-se em perigo, e não o herói em que aparece habitualmente nos jogos, e a estréia de Peach no papel principal em vez de ser um personagem secundário.
O jogo recebeu também diversas sobre o estereótipo das características femininas em que Peach representa no jogo, usando "emoções" como combate aos inimigos e a hipersensibilidade emotiva da personagem. Outro ponto bastante embatido fica na baixa dificuldade do jogo. O site de jogos GameSpy salientou que os itens da loja presente no jogo e a emoção "alegre" de Peach usa no jogo torna-se quase impossível da personagem principal morrer. Outro site, o IGN, foi mais crítico sobre o assunto, criticando a Nintendo por sair do "caminho que percorria" na produção de jogos ao fazer um jogo "cheio de dicas e informações". O revisor do site GameSpot, Ryan Davis, escreveu também que o jogo foi "muito fácil para um jogador de nível médio em jogos tipo plataforma". Morgan Webb, da X-Play, comentou em maio de 2004 que o jogo era muito fácil de jogar e deveria ser jogado por iniciantes(ref> Review: Super Princess Peach </ref>.
A natureza emotiva da campanha de marketing da Nintendo também viu-se coberto de muitos comentários. Ryan Davis acusou a Nintendo de colocar "uma estranha corrente sexista" no jogo, enquanto Bryn Williams, do site GameSpy questionou se a Nintendo estava tentando dizer que as mulheres eram "emo". Craig Harris, da IGN disse que a cópia do jogo que a Nintendo enviou a ele veio dentro de uma caixa perfumada.
| “ | Agora se foram algumas meninas que tinham algum grão de graça. Eu amava a Princessa Peach tanto quanto eu reconhecia que não há nenhuma maneira de correr com os calcanhares, que seu jeito nada fez para virar a mesa da expectativa: ela podia ser atlética, inteligente e forte, mas continuaria ser adorável. Talvez seja aquilo que os pais pós-feministas e unissex estejam querendo: a fusão de novos e antigos padrões. E talvez seja isso uma coisa boa, uma solução ideal | ” |

Desde o dia 25 de julho, Super Princess Peach já vendeu 1.150.000 cópias em todo o mundo.